# Santa Llogaia d'Àlguema
Santa Llogaia d'Àlguema är en kommun i Spanien.   Den ligger i provinsen Província de Girona och regionen Katalonien, i den östra delen av landet, 600 km öster om huvudstaden Madrid. Antalet invånare är 348. Arean är 1,9 kvadratkilometer. Santa Llogaia d'Àlguema gränsar till Vilafant, El Far d'Empordà, Vilamalla och Borrassà. 
Terrängen i Santa Llogaia d'Àlguema är mycket platt.